# Goa'uldi
Goa'uldi so v izmišljenem svetu televizijske serije Zvezdna vrata parazitska rasa, ki za gostitelje izbira v glavnem ljudi. 
Imajo kači podobno obliko in se naselijo v zgornji predel hrbtenjače tako da se ovijejo okoli možganskega debla. Parazit nadzira gostiteljevo telo in misli. Kot gostitelje lahko uporabijo različne vrste, vendar večinoma izbirajo ljudi, ker se njihovo telo lahko hitro popravi. Več stoletij so vladali na Zemlji kot bogovi, tako da po imenih ustrezajo bogovom iz različnih mitologij, v glavnem egipčanske. Mogočni posamezniki se imenujejo Sistemski lordi. Imajo zelo napredno tehnologijo v primerjavi z Zemljani, večino so prevzeli od drugih civilizacij, predvsem Starodavnih. Večino časa predstavljajo glavnega nasprotnika Taurijev (Zemljanov). Njihovo vojsko predstavljajo Jaffe, ki tudi prenašajo nedorasle parazite. 

## Nekaj pomembnejših Goa'uldov
| Ime     | Gostitelj                                  | Rang                   | Status                                               | Prvi nastop            | Igral-a                                                 |
| ------- | ------------------------------------------ | ---------------------- | ---------------------------------------------------- | ---------------------- | ------------------------------------------------------- |
| Amaunet | Sha're                                     | kraljica               | ubije jo Teal'c                                      | "Children of the Gods" | Vaitiare Bandera                                        |
| Amaunet | Apophisova kraljica, mati Shifuja.         |                        |                                                      |                        |                                                         |
| Anubis  | Nihče                                      | Sistemski lord         | izžene ga Oma Desala (Sezona 8)                      | "Revelations"          | David Palffy Dean Aylesworth Rik Kiviaho George Dzundza |
| Anubis  |                                            |                        |                                                      |                        |                                                         |
| Apophis |                                            | Sistemski lord         | umre (Sezona 5)                                      | "Children of the Gods" | Peter Williams                                          |
| Apophis |                                            |                        |                                                      |                        |                                                         |
| Baal    |                                            | Sistemski lord         | skriva se na Zemlji (Sezona 9)                       | "Summit"               | Cliff Simon                                             |
| Baal    |                                            |                        |                                                      |                        |                                                         |
|         |                                            |                        |                                                      |                        |                                                         |
| Kronos  |                                            | Sistemski lord         | ubije ga Teal'cov robotski dvojnik                   | "Fair Game"            | Ron Halder                                              |
| Kronos  |                                            |                        |                                                      |                        |                                                         |
| Hathor  |                                            | kraljica               | ubije jo O'Neill                                     | "Hathor"               | Suanne Braun                                            |
| Hathor  | nekdanja kraljica Raja.                    |                        |                                                      |                        |                                                         |
| Heru-ur |                                            | Sistemski lord         | ubije ga Apophis                                     | "Thor's Chariot"       | Douglas H. Arthurs                                      |
| Heru-ur | Rajev sin.                                 |                        |                                                      |                        |                                                         |
|         |                                            |                        |                                                      |                        |                                                         |
| Klorel  | Skaara                                     |                        | odstranjen iz gostitelja                             | "Children of the Gods" | Alexis Cruz                                             |
| Klorel  | Apophisov sin.                             |                        |                                                      |                        |                                                         |
| Osiris  | Sarah Gardner                              |                        | odstranjen iz gostitelja (Sezona 7)                  | "The Curse"            | Anna-Louise Plowman                                     |
| Osiris  |                                            |                        |                                                      |                        |                                                         |
| Ra      |                                            | vrhovni Sistemski lord | ubijeta ga O'Neill in Jackson (Zvezdna vrata (film)) | Zvezdna vrata (film)   | Jaye Davidson                                           |
| Ra      |                                            |                        |                                                      |                        |                                                         |
| Sokar   |                                            | Sistemski lord         | umrl ob eksploziji lune njegovega domačega planeta   |                        | David Palffy                                            |
| Sokar   |                                            |                        |                                                      |                        |                                                         |
| Tanith  | Hebron                                     |                        | ubije ga Teal'c                                      | "Crossroads"           | Peter Wingfield                                         |
| Tanith  | vohunil pri Tok'ra za Apophisa in Anubisa. |                        |                                                      |                        |                                                         |
| Yu      |                                            | Sistemski lord         | ubije ga RepliCarter (Sezona 8)                      | "Fair Game"            | Vince Crestejo                                          |